# Widzim Stary (gromada)
Widzim Stary – dawna gromada, czyli najmniejsza jednostka podziału terytorialnego Polskiej Rzeczypospolitej Ludowej w latach 1954–1972.
Gromady, z gromadzkimi radami narodowymi (GRN) jako organami władzy najniższego stopnia na wsi, funkcjonowały od reformy reorganizującej administrację wiejską przeprowadzonej jesienią 1954 do momentu ich zniesienia z dniem 1 stycznia 1973, tym samym wypierając organizację gminną w latach 1954–1972.
Gromadę Widzim Stary z siedzibą GRN w Widzimiu Starym (w obecnym brzmieniu Stary Widzim) utworzono – jako jedną z 8759 gromad na obszarze Polski – w powiecie wolsztyńskim w woj. poznańskim, na mocy uchwały nr 41/54 WRN w Poznaniu z dnia 5 października 1954. W skład jednostki weszły obszary dotychczasowych gromad Adamowo, Dąbrowa Nowa, Dąbrowa Stara, Gościeszyn (bez obszaru włączonego do nowo utworzonej gromady Rostarzewo), Widzim Nowy i Widzim Stary ze zniesionej gminy Wolsztyn w tymże powiecie. Dla gromady ustalono 25 członków gromadzkiej rady narodowej.
Gromada przetrwała do końca 1972 roku, czyli do kolejnej reformy gminnej.
31 grudnia 1971 gromadę zniesiono, a jej obszar włączono do gromad: Kębłowo (miejscowości Widzim Nowy i Widzim Stary) i Wolsztyn (miejscowości Adamowo, Błocko, Gościeszyn, Dąbrowa Nowa i Dąbrowa Stara) w tymże powiecie.